# Arte Ahora
Arte Ahora fue un grupo de artistas visuales de la Provincia de Corrientes que fueron pioneros en el muralismo en la región del nordeste argentino. El grupo se inició en 1985 y se disolvió en 1998. Entre los logros más importantes, concretaron el proyecto «Corrientes, Ciudad de los murales», que en el año 2001 la cámara de diputados de la nación le otorgó valor patrimonial y de interés cultural y turístico al conjunto de obras plásticas de la ciudad de Corrientes.
Los murales en la ciudad de Corrientes ayudaron a desmitificar el arte, entre otras cosas. Es decir, que el artista dejó de ser aquel personaje enclaustrado entre cuatro paredes y del cual solo algunos tenían acceso a su obra. Su producto se convirtió, al entrar en contacto con la gente, en un bien social.

## Origen del nombre
La idea de llamarse Arte Ahora surgió de uno de sus ideólogos, Roberto Villalba. Quien en 1970 en un viaje a México tomó contacto con un movimiento artístico del Distrito Federal que se hacía conocer como «Arte Acá». En su regreso a la Argentina en 1982, propuso la formación de un grupo que realizará murales al estilo mexicano y llamarlo Arte Ahora, porque para ellos era necesario hacer arte en ese momento, en su «ahora».

## Historia

### Primera Formación
El grupo Arte Ahora se formó a fines de 1985 por iniciativa del médico Roberto Villalba(artista autodidacta) quien a su retorno de México propuso a los artistas plásticos Luis Llarens, Juan Carlos Soto y al arquitecto Ernesto Alfano la idea plasmar el arte a través de los murales. Estos junto a José Kura, que fue alumno de Soto y Llarens, soñaron entre otras cosas, con socializar el arte y rescatar a través de su obra ciertos personajes de la historia correntina como Andresito Guazurarí y Amado Bonpland.
Esta primera formación comenzó su tarea pintando el mural de la Facultad de Medicina de la Universidad Nacional del Nordeste, al que le siguieron otros realizados en la capital y en localidades del interior de la provincia de Corrientes.
En 1986 presentaron un proyecto que consistía en hacer siete murales que formaran un circuito relacionado con las Siete Puntas que sobresalen en el río Paraná. Pero en esta ocasión el mismo fue rechazado.
A mediados de 1989, Soto, Llarens y Kura viajaron a Misiones a exponer algunas obras. Allí conocieron a un artista plástico israelí, León Kotler, quien les enseñó una técnica ancestral denominada esgrafiado. Para poner en práctica estos conceptos realizaron un mural experimental sobre Andresito Guazurarí, en Posadas. 
Al regresar se gestó la idea de «Corrientes, Ciudad de los Murales».
La propuesta pudo consolidarse gracias a la gestión de la profesora Elba Meana, Coordinadora del Departamento de Literatura de la Dirección de Cultura de la ciudad de Corrientes, siendo Intendente Raúl Rolando Romero Feris. La mencionada docente seleccionó los poemas que figuran en el mural, y acompañó a los pintores con la creación de MUESTRAS ITINERANTES DE PINTURA Y ESCRITURA, que se realizaron en Instituciones Educativas de los Niveles Primario y Medio de la ciudad.
```
Se sumaron a la propuesta escritores como Martín Alvarenga, Jorge Sánchez Aguilar, Mirna Neuman de Rey, Marily Morales Segovia. También pintoras como Chela Gómez Morilla, Mabel Vilchez. Tras la autorización del Intendente   para la realización del mural principal en la plazoleta Italia, luego siguieron otros más, que las escuelas solicitaban al Municipio capitalino. 
```

Tanto la realización de los murales, como así también las Muestras Itinerantes de Pintura y escritura renovaron el paisaje urbano y promovieron un interesante flujo cultural, acercando el arte a la comunidad educativa y al acervo ciudadano.
```
Diferencias personales produjeron el alejamiento de Llarens, Villalba y Alfano.
```

### Segunda Formación
Con el alejamiento de Llarens, Villalba y Alfano, empezó a delinearse la segunda formación que se mantuvo desde 1991 hasta 1995. El objetivo en esta etapa era crear un «Grupo Multidisciplinario de la Región Guaranítica Arte Ahora» con artistas plásticos, poetas, músicos y escritores. Fue así que al grupo conformado por: Juan Carlos Soto, José Kura, Fernando Calzoni, se integraron los escritores Jorge Aguirre y Jorge Sánchez Aguilar, entre otros. Con el apoyo de la Subsecretaría de Cultura, a cargo en ese entonces del escritor Alejandro Mauriño, el grupo trae a Corrientes en 1994 al escultor brasileño Paulo Siqueira, quien, entre otras obras, erige su original "Homenaje al Mercosur", una estatua de cinco metros de altura del dios grecorromano Hermes (Mercurio) construida con chatarra metálica. Este fue el período más productivo del grupo, ya que se concretó el circuito muralístico propuesto por la primera formación. Así la capital correntina fue nombrada «Corrientes, Ciudad de los Murales». 
Con la sentida muerte de su líder, Juan Carlos Soto, en noviembre de 1995, otra vez el grupo sufrió modificaciones.

### Tercera Formación
La tercera etapa fue integrada por José Kura, Fernando Calzoni, Jorge Aguirre y se incorporó Enzo Medeot. En este tiempo los integrantes continuaron la producción muralística y tuvieron la oportunidad de viajar a Brasil para una realizar una muestra en el Centro Cultural Mario Quintana y enseñar la técnica con la que ellos trabajaban (esgrafiado). 

## Contexto
El grupo se gestó en el marco del retorno del régimen democrático producido en 1983, tras siete años ininterrumpidos de Dictadura Militar en la Argentina. El regreso a esta forma de gobierno tuvo un gran impacto en la sociedad y en sus derechos. 
En el país se dio una etapa de resplandor, sobre todo porque significó la posibilidad de expresarse libremente. Arte Ahora fue muestra de esta situación, ya que era un grupo de artistas que se reunieron en pos de la concreción de un ideal. Además, el grupo nació en el marco del surgimiento de varios movimientos como el rock y las radios comunitarias, ya que la gente tenía la necesidad de expresarse.

## Influencias
Inicialmente Arte Ahora pintaba los murales. Pero en 1989 conocen al artista israelí León Kotler quien les enseña la técnica que caracterizó al grupo que fue la del esgrafiado. Según el muralista argentino, Profesor Cristian Del Vitto, es una técnica antigua descubierta por los etruscos y los mayas. Su importancia se debe a que a pesar de necesitar un enorme esfuerzo físico para su realización supera a las pinturas tradicionales en durabilidad especialmente en el exterior. En sí, el esgrafiado corresponde a las esculto-pinturas generalmente en bajorrelieve. 

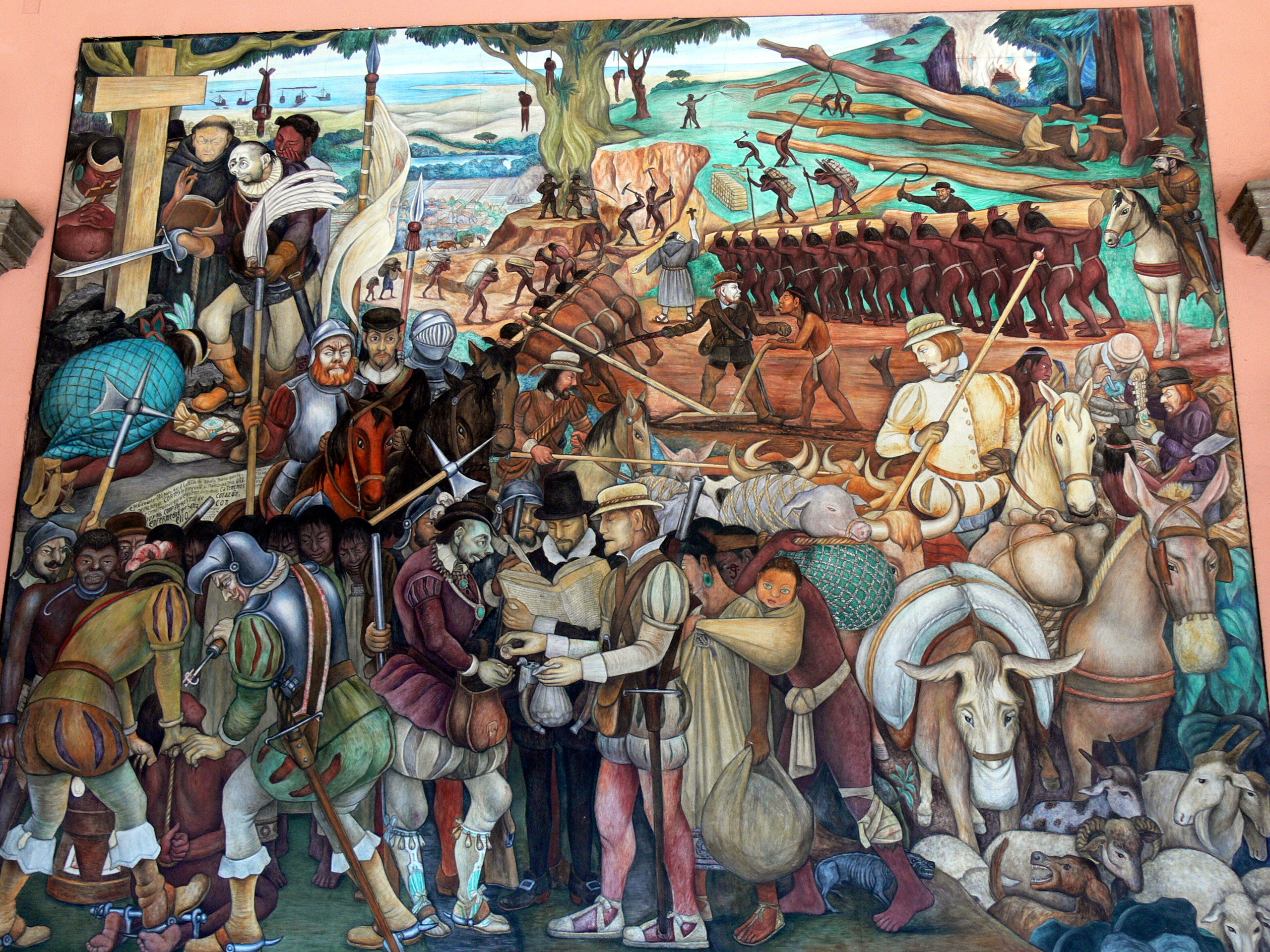
Mural "Explotación de México por los conquistadores españoles" realizado por Diego Rivera, en la Ciudad de México.

La tendencia artística predominante en el grupo fue el expresionismo ya que el bocetista era Soto quien provenía de esa rama. Practicaron un esgrafiado rápido, gestual, intuitiva, fuerte y con colores puros. Los murales denotan un contenido histórico, en ocasiones de carácter religioso y social. Y sobre todo cuentan el pasado y las tradiciones correntinas que marcan su larga historia.
Fundamentalmente se vieron influenciados por el muralismo mexicano, llevado adelante por Rivera, Orozco y Siqueiros. El movimiento artístico y sociopolítico mexicano de principios del siglo XX tenía fines educativos y era empleado en lugares públicos a través de confecciones monumentales, a las que todo tipo de gente podía acceder. Retrataban temas relacionados con la revolución mexicana y las tradiciones populares.